# Santuario di Nostra Signora di Fátima a San Vittorino
Il santuario di Nostra Signora di Fátima a San Vittorino è un luogo di culto cattolico di Roma, situato nella zona San Vittorino, in via Di Ponte Terra. Sebbene sito nel comune di Roma, dal punto di vista ecclesiastico dipende dalla diocesi di Tivoli.
Sorto per ispirazione di fratel Gino Burresi, è stato costruito tra il 1970 (inizio dei lavori il 17 settembre) ed il 1979 su progetti dell'architetto Lorenzo Monardo e solennemente inaugurato il 13 maggio 1979 dal vescovo di Tivoli, monsignor Guglielmo Giaquinta. È stata ideato come una tenda, a pianta circolare, che innalza la sua cuspide verso il cielo, come un grande imbuto rovesciato. Le vetrate dei portali sono opera del sacerdote francescano Ugolino da Belluno, e raffigurano i simboli della passione di Cristo.
L'interno non ha navate, ma l'ambiente circolare confluisce, leggermente in discesa, verso il suo centro, ove è posto l'altare di marmo bianco, sopra una pedana, anch'essa circolare, di marmo nero. Dietro l'altare è posto un grande angelo, che sorregge il tabernacolo, ai cui piedi vi sono le statue dei tre veggenti di Fátima, Sr. Lúcia dos Santos, S. Francisco e S. Jacinta Marto: il tutto è opera dello scultore milanese Otello Montaguti. Ai lati dell'altare vi sono, da una parte una statua della Madonna di Fátima, e dall'altra un crocifisso.
Lungo le pareti è esposta la Via Crucis, opera bronzea di Gabriele di Jagnocco, mentre la porta del tabernacolo è opera di Ettore Paganini.
La cripta è dedicata ai santi Francisco e Jacinta, i due veggenti morti prematuramente.
La chiesa è officiata ai padri della congregazione degli Oblati di Maria Vergine; presso il santuario è sorto l'istituto delle Suore oblate di Maria Vergine di Fátima.